# With n with out
With n with out is het tweede studioalbum van de Amerikaanse rockband BangTower.  Het duurde drie jaar voordat het eerste album verscheen; op album nummer twee moest zes jaar gewacht worden. Neil Citron had van de opname van Casting shadows nog twee tracks over (PCH en 6/8 primate) en werkte van daaruit verder. De moeilijkheid voor de opnamen van het tweede album lag er in dat alle leden van de muziekgroep werkzaamheden elders hadden. Percy Jones bijvoorbeeld, de oorspronkelijke bassist, kon daarom niet altijd aanwezig zijn. I'll be home for christmas is een cover van de Bing Crosby-klassieker uit 1943.

## Musici
- Neil Citron – gitaar, toetsinstrumenten, zang (alle tracks)
- Percy Jones – basgitaar, toetsen (tracks 2, 4, 9, 10, 11, 12)
- Walter Garces – drumstel (tracks 2, 4, 9,  10, 12)

Met
- Frankie Banali - drumstel (3, 7, 11)
- Roger Carter – drumstel (1, 6, 12)
- Robertino Pagliari – basgitaar (3, 5, 6, 7)
- Jan Pomplin – toetsen (2,11), bas (5)
- Joan Fraley – zang (3, 7, 12)
- Chris Colovas – basgitaar (1)
- Josh Greenbaum – drumstel (5)
- Justin Stone – piano (11)

## Muziek
| Nr. | Titel                                                          | Duur |
| --- | -------------------------------------------------------------- | ---- |
| 1.  | Hello I’m here (Citron)                                        | 3:19 |
| 2.  | PCH (Citron, Jones, Garces, Pomplin)                           | 3:04 |
| 3.  | Chipotle (Citron)                                              | 3;18 |
| 4.  | Soul to sole (Citron, Jones, garces)                           | 6:34 |
| 5.  | Roger, Wilco N Out (Citron)                                    | 8:02 |
| 6.  | Uncle Floyd (Citron)                                           | 5:29 |
| 7.  | Kitty’s real groove (Citron)                                   | 5:14 |
| 8.  | My father’s smile (Citron)                                     | 3:35 |
| 9.  | McGown’s pass (Jones)                                          | 6:09 |
| 10. | This is my town (Citron)                                       | 4:21 |
| 11. | 6/8 primate (Citron, Jones, Pomplin)                           | 5:45 |
| 12. | Good bye n good nite (Citron)                                  | 7:09 |
| 13. | I’ll be home for Christmas (Kim Gannon, Buck Ram, Walter Kent) | 4:10 |